# Belianské kopce
Belianské kopce je geomorfologická část celku Podunajská pahorkatina a podcelku Hronská pahorkatina.
Je to výrazněji vyzvednuté území mezi Búčskými terasami na jihu, Strekovskými terasami na severu a nivou Hronu na východě. Nejvyšším bodem území je Modrý vrch (250.9 m n. m.). Maximální délka území je 10 km, maximální šířka 4,5 km.
Jižní svahy Belianských kopců jsou porostlé vinicemi, které jsou součástí Jihoslovenské vinařské oblasti. Menší území listnatých lesů jsou nerovnoměrně roztroušená na celé ploše, ve východní části tvoří dubové lesy souvislý celek.
Jde o území mezi obcemi Gbelce, Šarkan, Kamenný Most a Mužla. V centrální části Belianských kopců leží dvě obce: Belá a Ľubá. Na vrcholu Modrého vrchu je vysílač.
Jihovýchodní svahy jsou součástí PR Vršek. Rezervace byla vyhlášena v roce 1965 na výměře 1,45 ha. Je to velmi významná botanická lokalita s množstvím vzácných druhů rostlin. Ze zoologického hlediska je významnou lokalitou xerotermofilných druhů živočichů.